# Switchgear

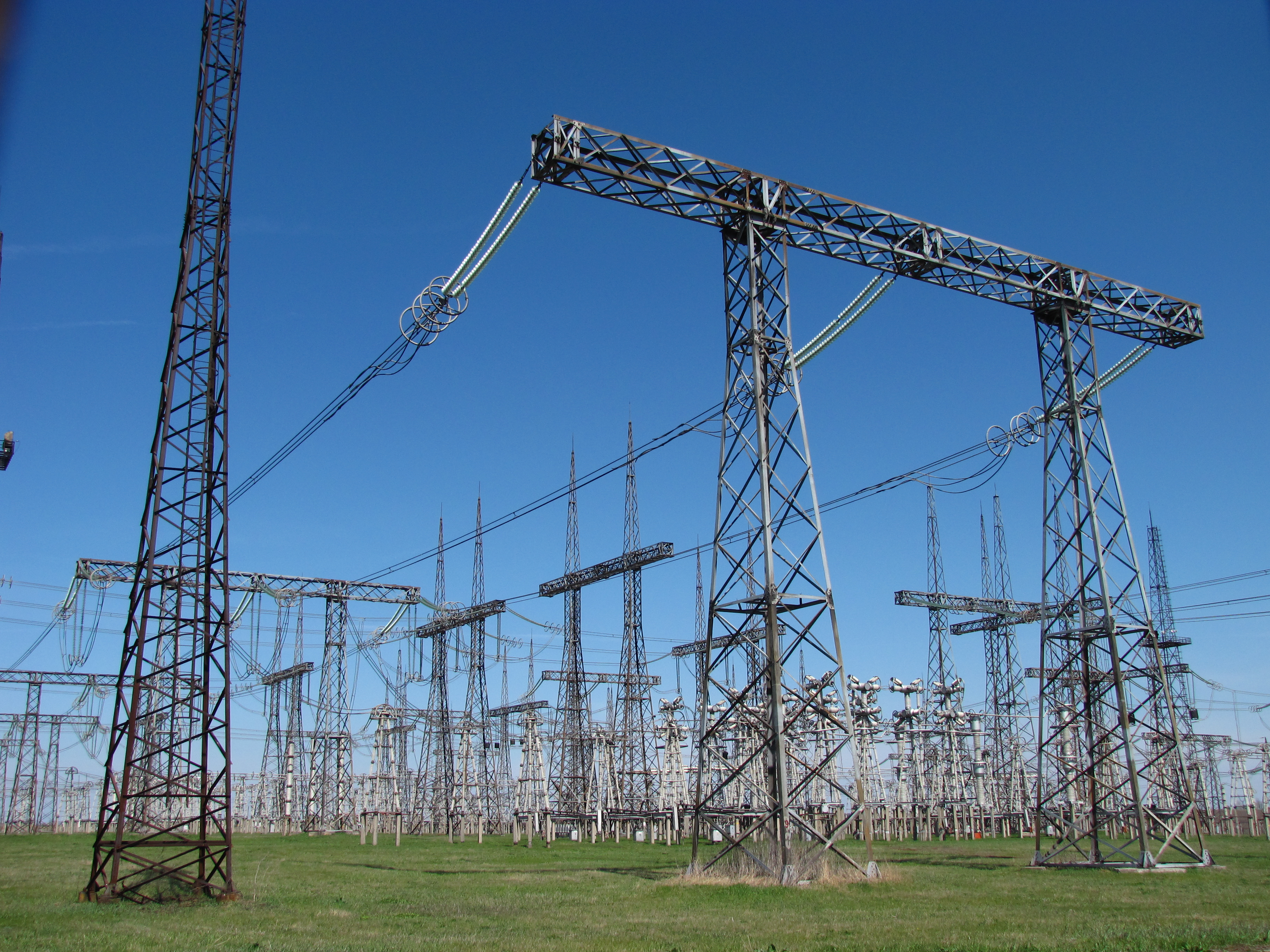
Aparellaje eléctrico 750 kV

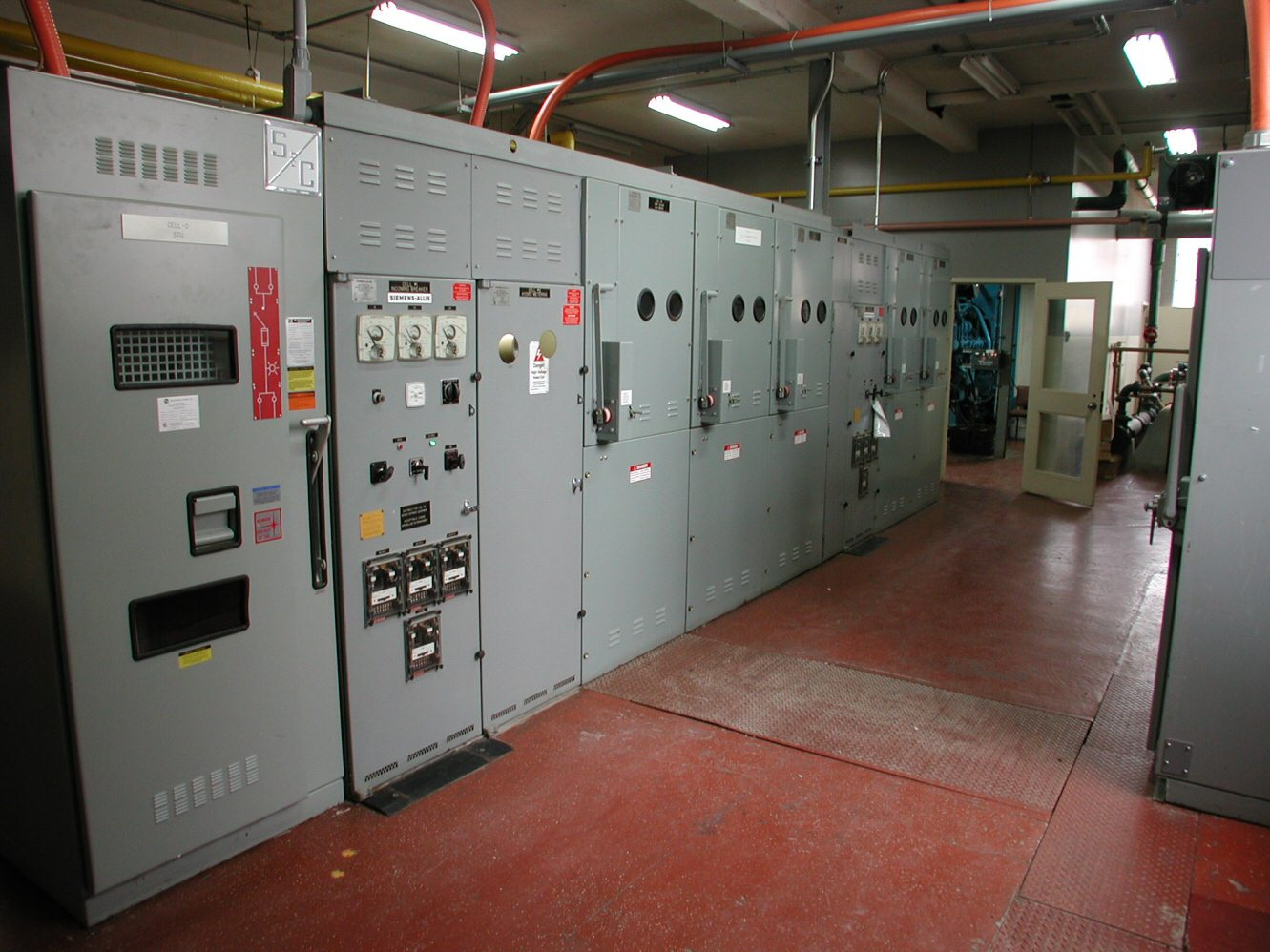
Aparellaje eléctrico en una sala de distribución eléctrica.

El término switchgear o aparellaje eléctrico se emplea en forma generalizada para referirse a un equipo eléctrico de maniobra, entendiéndose por maniobra las acciones que permiten energizar o desenergizar o segregar un circuito o red eléctrica. Este equipo debe por tanto estar constituido por elementos tales como interruptores y/o seccionadores, que permitan realizar dichas acciones o maniobras.
Cabe además mencionar que existen equipos con esta designación genérica para distintos niveles de tensión, pudiendo clasificarse en general como de Alta Tensión, Media Tensión o Baja Tensión, siendo los rangos de tensión o voltaje asociados distintos según la norma.

## Normas
La evolución de la tecnología de los equipos eléctricos ha llegado a un punto en que existe un consenso respecto de cuáles son sus características más relevantes, estando actualmente normalizadas siguiendo dos tendencias principales, una son las normas IEC, entre las que para los equipos de Baja Tensión se aplica la norma IEC 61439-1:2011 (Low-voltage switchgear and controlgear assemblies) para equipos de procedencia europea, y las normas ANSI/NEMA para los equipos de procedencia norteamericana.
Esto permite que con independencia del fabricante, los equipos posean ciertos parámetros y características constructivas comunes que los definen en cuanto a capacidad y aplicaciones para las cuales son aptos.